# جي إم سي يوكون إكس إل

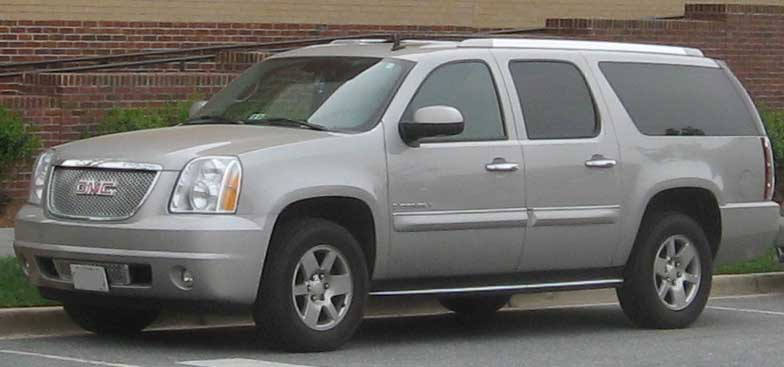
جي إم سي يوكون إكس إل الجديدة من فئة دينالي و التي أنتجت في العام 2007م وحتى عام2014م

جي إم سي يوكون إكس إل مركبة دفع رباعي تنتجها شركة جي إم سي التابعة لشركة جنرال موتورز الأمريكية حيث أنها أطول من نسختها المصغر جي إم سي يوكون. و هي مركبة تحتوي على محرك سعة 5.3 لتر من ثمان إسطوانات بقوة 355 حصان ومحرك آخر سعته 6.2 لتر أيضاً من ثماني اسطوانات، وقد قامت الشركة بإجراء تغيير كامل للمركبة في سنة 2007م ممن حيث الشكل و القاعدة كما أضافت للمركبة النظام الفعال للتوفير من استهلاك الوقود (AFM) حيث يقوم هذا النظام بفصل أربع اسطوانات عن العمل وذلك عند ثبات السرعة أو التسارع بشكل بطيء.

## معنى وسبب التسمية
يوكون هي مقاطعة كندية، الحقت بالاتحاد الكندي سنة 1898م وتقع في أقصى شمالي غربي كندا ، وكما أن يوكون هي عبارة عن مجتمعات فردية في ولاية ميزوري الأمريكية وقد سميت المركبة تبعاً لهذا المجتمع الأمريكي.
كما أن جي ام سي يوكون اكس ال مشابه جدا لكاديلاك اسكاليد ESV.

## الفئات والمحركات و أنظمة الدفع

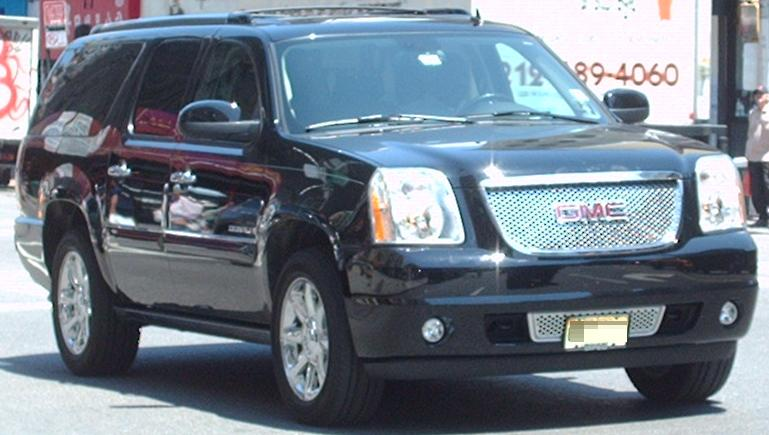
جي إم سي يوكون إكس إل من فئة دينالي 2007م ~ الآن

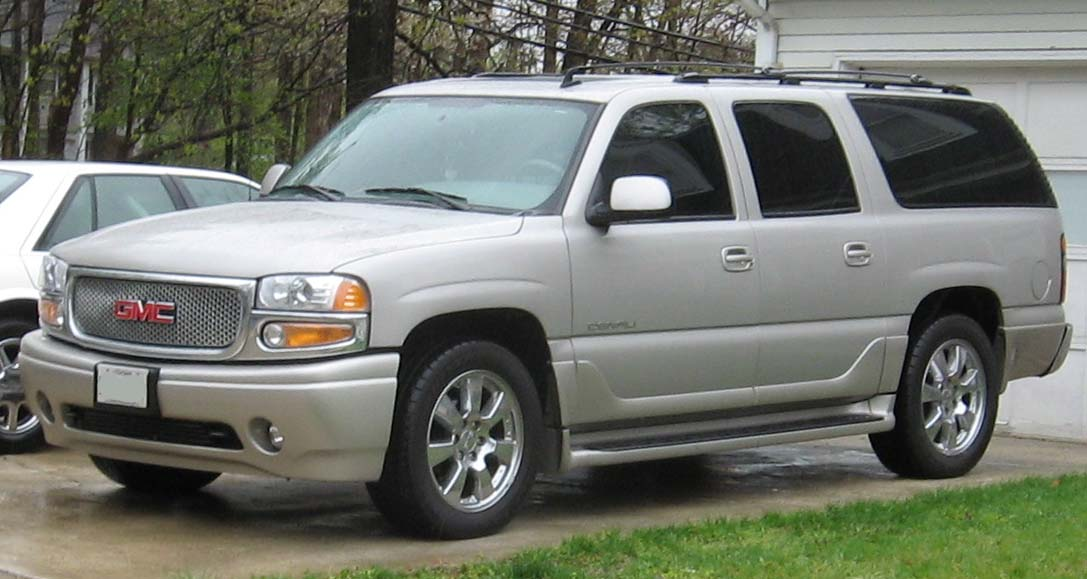
جي إم سي يوكون إكس إل من فئة دينالي التي انتجت من العام 2000 ~ 2006م

- فئة ( BASE ) وهي الفئة ذات المواصفات القياسية وتأتي بطرازي (1500) و (2500) ، حيث أن طراز (1500) المخصص للمدن يأتي بمحرك فورتيك سعته 5.3 لتر بقوة 355 حصاناً وطراز (2500) المخصص للظروف الصعبة يأتي بمحرك فورتيك سعته 6.0 لتر بقوة 379 حصاناً، وبنظامي دفع خلفي ورباعي
- فئة ( SLE ) وهي الفئة المتوسطة والتي تحتوي على المكونات الأساسية للفخامة والرفاهية وهي تأتي بطرازي (1500) و (2500)،حيث أن طراز(1500)المخصص للمدن يأتي بمحرك فورتيك سعته 5.3 لتر بقوة 355 حصاناً وطراز (2500) المخصص للظروف الصعبة يأتي بمحرك فورتيك سعته 6.0 لتر بقوة 379 حصاناً، وبنظامي دفع خلفي ورباعي
- فئة ( SLT ) وهي الفئة ذات المواصفات الكاملة وتأتي بطرازي ( 1500 ) و ( 2500 )،حيث أن طراز(1500)المخصص للمدن يأتي بمحرك فورتيك سعته 5.3 لتر بقوة 355 حصاناً، وطراز (2500) المخصص للظروف الصعبة يأتي بمحرك فورتيك سعته 6.0 لتر بقوة 379 حصاناً ويتوفر بسعة محرك ضخمة جداً محدودة الإنتاج هي 8.1 لتراً، وبنظامي دفع خلفي ورباعي
- فئة ( DENALI ) وهي الفئة الخاصة والكاملة المواصفات والأكثر رفاهية وفخامةً من الداخل والخارج وتأتي فقط بطراز ( 1500 ) المخصص للمدن بمحرك فورتيك سعته 6.2 لتر بقوة 441 حصاناً، وبنظامي دفع خلفي ورباعي

## السلامة والأمان

شعار اللجنة الوطنية لسلامة المرور في أمريكا

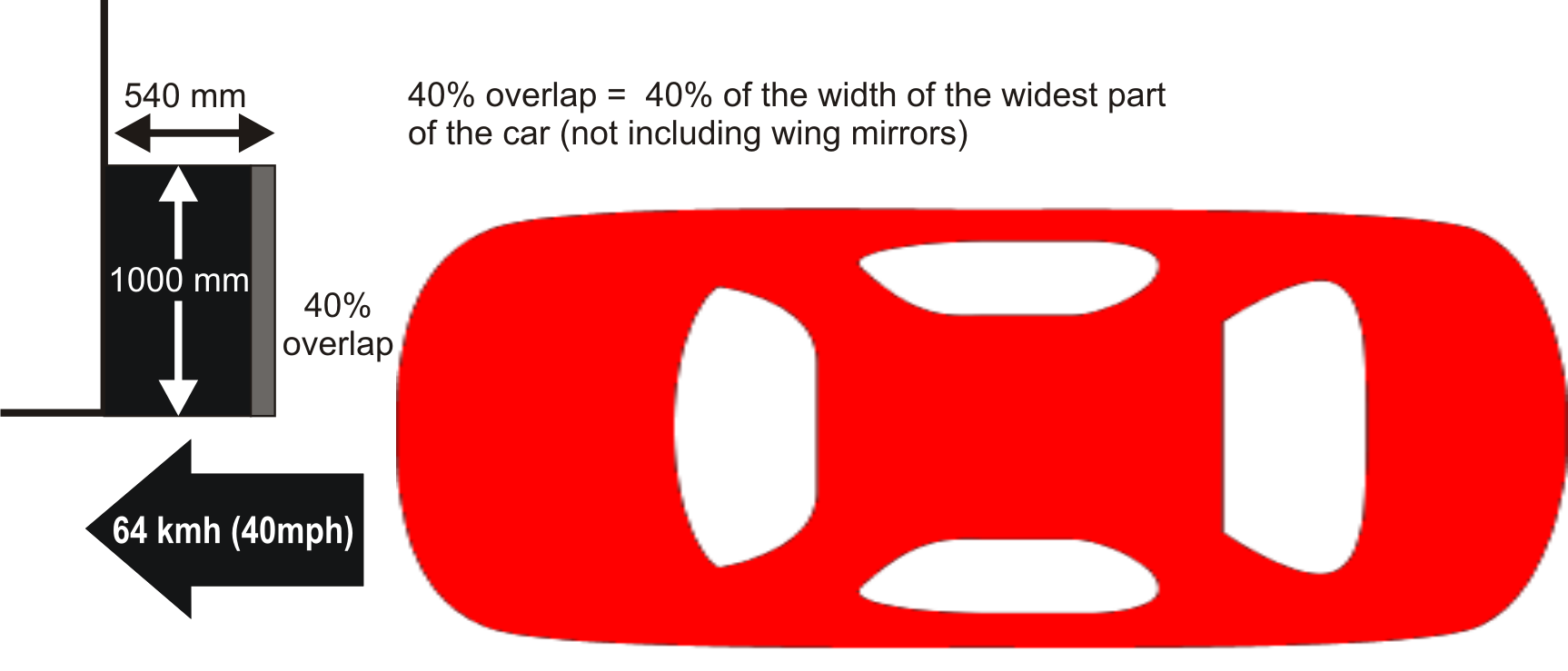
صورة تبين كيفية اختبارات الاصطدام و السلامة و الأمان

حصلت جي إم سي يوكون إكس إل في اختبارات السلامة والأمان التي أجرتها اللجنة الوطنية لسلامة المرور في الولايات المتحدة الأمريكية NHTSA على تقييم خمس درجات من أصل خمس درجات وبذلك تكون قد حطمت أرقاماً قياسية من حيث السلامة والأمان على الركاب لم تحطمها قريناتها من الشركات الأخرى وكانت نتائج الاختبارات كما يلي :
- سلامة السائق الأمامي
- سلامة الراكب الأمامي
- سلامة الركاب الأماميين
- سلامة الركاب في الجانب الخلفي
- سلامة نظام الدفع الخلفي
- سلامة نظام الدفع الرباعي

## وصلات خارجية
- الموقع الرسمي لجي إم سي الولايات المتحدة الأمريكية
- الموقع الرسمي لجي إم سي الشرق الأوسط
- صفحة جي إم سي يوكون إكس إل الولايات المتحدة الأمريكية
- صفحة جي إم سي يوكون إكس إل الشرق الأوسط